# Стефан Голщевський
Сте́фан Вільге́льм Голще́вський (пол. Stefan Wilhelm Golczewski; нар. 6 квітня 1893, Варшава, Польща, Російська імперія — пом. 10 жовтня 1969, Торунь, Польща) — польський актор.

## Біографія
Стефан Вільгельм Голщевський народився 6 квітня 1893 року у Варшаві в сім'ї хіміка Антонія Голщевського і його дружини Аполонії. Закінчив середню школу і вокально-драматичні курси Гриневецької. До початку Другої світової війни грав на сценах театрів у Варшаві, Білостоку, Грудзьондзі, Сосновці, Пінську, Катовицях, Львові, Каліші, Любліні та Ченстоховій. Під час окупації Польщі виступав у відкритих театрах, брав участь у Варшавському повстанні.
Після війни, у 1948 році, за участь в нацистському пропагандистському фільмі режисера Густава Учицкі «Повернення додому» (нім. Heimkehr) (1941) Стефан Голщевський був засуджений до трьох років позбавлення волі.
Стефан Голщевський виступав на сценах театрів у Варшаві (1945-47), Ченстохови (1947-49), Білостоку (1949-54), Торуні (1954-69).

## Фільмографія
| Рік  | Українська назва  | Оригінальна назва | Роль                          |
| ---- | ----------------- | ----------------- | ----------------------------- |
| 1941 | Повернення додому | Heimkehr          | польський глядач у кінотеатрі |